# 껄껄이풀
껄껄이풀(Hieracium coreanum)은 국화과의 여러해살이풀이다. 넓은잎조밥나무, 고려조밥나물, 조선산유국이라 부르기도 한다. 꽃말은 경계이다. 주류설에 따르면 조밥나물속(Hieracium)에 속하나, 비주류설에 따르면 나도민들레속(Crepis)에 속한다.

## 분포
한국 특산 식물로 함경남도 부전고원, 함경북도 백두산 해발 1,500m 내외의 숲 가장자리 초원지에 분포한다. 얼다오바이허부근의 초원지에서도 볼 수 있다.

## 생태
높이 30~60cm 정도까지 자라고 털이 있으며 땅속줄기는 검은색이다. 뿌리에서 나는 잎은 꽃이 필 때까지 남아 있거나 없어지고 긴 타원형으로 생겼으며 예두 또는 둔두이고 밑부분은 잎자루로 흘러서 날개로 된다. 가운데 부분의 잎은 긴 타원형으로 끝이 뾰족하며 밑부분은 넓게 원줄기를 감싸고 위쪽 잎은 피침형 또는 선형이다. 7~9월에 꽃이 피는 데 꽃은 노란색이며 가지 끝과 원줄기 끝에 1~3개가 달린다. 꽃부리 색깔도 노란색이며 통부에는 털이 있다. 줄기는 가지가 조금 갈라지고 가지 끝에 두상화가 짧게 위를 향하여 1~12개 정도 달리며 변화는 설상화로 된다. 심화는 관상화로 되었으며 포편은 선형으로 가지 털이 있는 것도 있고 없는 것도 있다. 10월에 수과가 여무는데 수과는 원통형이며 검은 녹색 또는 검은색이고 스무 개의 줄과 털이 있으며 색깔은 갈샐을 띤 흰색이다.

## 번식
화강편마암계, 대동계, 섬록암계, 변성퇴적암계, 반암계 토양에서 비교적 잘 자라며 실생법, 꺾꽂이, 생태육종법, 종간잡종법 등으로 번식한다.